# Flemming Jansen
Flemming Jansen (født 26. august 1948 i Pandrup) er en dansk lektor og tidligere kommunalpolitiker, der fra 1998 til 2006 var borgmester i Pandrup Kommune, valgt for Venstre.
Han er uddannet cand.mag. i nordisk sprog og litteratur og var fra 1975 til 1998 lektor i handelsgymnasiet på Aalborg Handelsskole.
Han blev valgt til Pandrup Byråd i 1985 og blev borgmester i 1998. Han forblev borgmester til udgangen af 2006.
I 2020 offentliggjorde han, at han havde meldt sig ud af Venstre.
Efter sin tid i politik er han fortsat med at være debattør, ligesom han også er foredragsholder.